# Balthazar Thomas
Pour les articles homonymes, voir Thomas (nom de famille).
Balthazar (ou Balthazard) Thomas, né le 20 juin 1811 à Saint-Jean-des-Vignes et mort le 10 avril 1875 dans son village natal, est une personnalité politique française.

## Biographie
Né le 20 juin 1811 à Saint-Jean-des-Vignes, Balthazar Thomas est le fils de Marie Thomas, née Prelle, et de François Thomas, proprétaire.
Se destinant initialement au commerce, Balthazar Thomas se rendit à Paris après 1830. Il y resta peu de temps avant de revenir à Saint-Jean-des-Vignes à la demande de son père.
Opposant au Second Empire, Thomas était un fervent républicain. C'est en tant que tel qu'il se présenta aux élections cantonales d'octobre 1871 dans le canton d'Anse, où il était propriétaire terrien, contre le conseiller sortant, le marquis de Mortemart, député monarchiste à l'Assemblée nationale. Thomas arriva en tête du premier tour, le 8 octobre, avec 1007 suffrages (48.7 % des votants), contre 887 voix (42,9 %) à Mortemart. Au second tour, le 15 octobre, Thomas fut élu avec 1288 voix (56.4 %), contre 893 (39,1 %) à Mortemart.
Il se représenta aux élections cantonales d'octobre 1874, à nouveau face au marquis de Mortemart. Au premier tour, le 4 octobre, il obtint 48 % des suffrages avec seulement 39 voix de plus que son concurrent conservateur (46 % des votants). Au second tour, le 11 octobre, il fut réélu avec 1206 voix (51,7 % des votants), contre 1125 suffrages (48,3 %) à Mortemart.
Ce second mandat fut interrompu par la mort de Balthazard Thomas, survenue le 10 avril 1875 à son domicile du lieu-dit de La Combe, à Saint-Jean-des-Vignes. Deux jours plus tard, une foule d'environ 3000 personnes assista à son inhumation.